# Matt Rotsaert
Matt Rotsaert (27 oktober 2005) is een Belgisch basketballer.

## Carrière
Rotsaert speelde in de jeugd van KBBC Oostkamp en BC Gistel-Oostende. Hij wisselde in 2023 naar Kortrijk Spurs en kwam op dubbele licentie uit voor Basket Waregem. Bij Kortrijk maakte hij zijn debuut maakte in de BNXT League. Voor het seizoen 2024/25 speelde hij op dubbele licentie voor Basket Sijsele.

## Privéleven
Rotsaert is de zoon van basketballer en basketbalcoach Sam Rotsaert en kleinzoon van basketbalcoach Werner Rotsaert. Zijn broer Jules Rotsaert werd ook een basketballer.